# قوشه‌بلاغ
قوُشِه‌بُلاغ یکی از روستاهای بخش کاغذکنان شهرستان میانه واقع در استان آذربایجان شرقی است. این روستا در دهستان قافلانکوه شرقی قرار دارد و بر اساس سرشماری مرکز آمار ایران در سال ۱۳۸۵، جمعیت آن ۵۲۶ نفر (۱۷۹ خانوار) بوده‌است.
قوشه بلاغ (قوشابولاغ به تورکی) یکی از روستاهای قافلانتی شرقی بخش کاغذکنان شهرستان میانه واقع در استان آذربایجان شرقی است. این روستا در دهستان کاغذکنان شرقی قرار دارد.
روستای قوشه بلاغ یکی از روستاهای بزرگ و پرجمعیت بخش کاغذکنان می‌باشد. که از زمان قدیم به علت مرکزیت منطقه ای بین روستاهای اطراف و وجود مدارس تا سطح دبیرستان باعث گردیده که میزان سطح سواد در روستا بالا بوده و جزء باسوادترین روستاهای در سطح شهرستان میانه می‌باشد.

## محتویات
- ۱زبان
- ۲دین
- ۳رسانه
- ۴فرهنگ و تاریخ
- ۵منابع

## زبان
زبان مردم روستای قوشه بلاغ (قوشابولاغ) quşa bolqğ تورکی آذربایجانی می‌باشد.

## دین
دین مردم روستا مسلمان و شیعه مذهب می‌باشد.

## فرهنگ و تاریخ
مراسم آئینی و کهن اویوخلو
اویوخلو نماد ایمان، فرهنگ و قانون
اویوخلو داغی نام کوهی است به صورت نیمه صخره ای و تپه مانند ارتفاع آن ۱۹۰۰ متر از سطح دریا  و حدودا ۱۰۰ متر از جاده کناری کوه که در شمال شرقی روستای قوشابولاق، بخش کاغذکنان و با توجه به مختصات جغرافیایی در قافلانکوه شرقی شهرستان میانه از استان آذربایجان شرقی قرار گرفته‌است. اویوخلو کلمه تورکی بوده و لو پسوند موجودیت و اویوخ به معنای روزنه یا حفره ای که کنده کاری شده‌است سرچشمه گرفته و می‌توان بر اساس آثار قانون میراث فرهنگی کشور به دو دسته آثار ملموس (سند تاریخی) و آثار ناملموس (مراسم آیین) تقسیم‌بندی کرد که خوشبختانه اویوخلو در هر دو زمینه جزء آثار غنی می‌باشد. از لحاظ آثار ملموس در بالای کوه شواهد تاریخی که بعد از حفاری غیر مجاز نمایان شده وجود بنای سازه ای یا ساختمانی تمدن این منطقه را گواه است که احتمالاً به صورت قلعه مانند حصار خشتی داشته که به مرور زمان از بین رفته‌ است اما وجود قبرهایی که با خشت پخته شده عایق بندی و سفال‌های به رنگ سرخ و سیاه و نمادهای آیینی روی سنگ نگاره‌ها نشان از قدمت تاریخی هزاره قبل از میلاد مسیح را دارا است.
طی ابلاغیهٔ به شماره ۱۷۸۸ ثبت ملی مراسم اویوخلو در قوشابولاغ توسط سازمان میراث فرهنگی کشور در تاریخ ۱۳۹۷/۱۲/۰۱ در فهرست ملی میراث فرهنگی ناملموس ثبت گردید.
آثار ناملموس (مراسم آیینی) اویوخلو غنی‌ترین و مستندترین فرهنگ مردم‌شناسی بومی و آذربایجان است. که هر کدام از بخش‌های آیین خود جای مطالعه و شکاف پذیری دارد. کل مراسم را نمی‌توان در یک توضیح مختصر جای داد ولی تلاش بر آن شد توضیحات کافی برای شناخت این آثار ملی بر اساس شایستگی آن مطالب فشرده سازی و برای عموم قابل شناساندن باشد.
اویوخلو در وجه اول برای تشکر از نزول رحمت‌های الهی از جمله باران و… برای شروع برداشت محصولات علوفه و کشاورزی است که مردم همیشه سازگاری خود با طبیعت و معبود آن را شکر گذار بودند و ایمان و باورهای آنها رابطه بین علت و معلول بوده که خود جای بحث دارد. وجه دوم قانون و تمدن پذیری آن است که جهت برخورداری از حقوق مدنی باید قانونی پذیرا باشد که مردم آن را رعایت و در اصل پاداش و مجازات آنرا درک کنند مثلاً اگر کسی به نام قوروقچو ناظر بر چرای گوسفندان برای عدم چرای محصولی که هنوز برداشت نشده باشد نشان از برابری حقوق ای است که همه باید از آن برخوردار باشند.
اهالی قوشابولاق در آخرین پنجشنبه خرداد با توجه به هم‌اندیشی ریش سفیدان در روستا و اعلام آن توسط جارچی چند روز مانده به مراسم مقدمات لازم را برپا نموده و مردم نیز با لباس‌های تازه و قربانی کردن و… در مراسم حضور پیدا می‌کنند.
کارهای بسیار جالبی که در روز اویوخلو صورت می‌گیرد：
۱-تعطیل نمودن کسب و کار در روز اویوخلو۲-پوشیدن لباس نو
1. قربانی کردن گوسفند جهت پخت آبگوشت (شوربا)
2. احسان قربانی در پای سنگ تیکیلی داش
3. خواندن نماز و اجرای مراسم نوحه خوانی
4. تعیین قوروقچو برای حفاظت از محصولات (قانون پذیری)
5. انتخاب چوپان برای چرای گوسفندان
6. پخت فطیر سنتی و پخش نذری
7. جمع‌آوری کمک به مستمندان روستا
8. صعود به قله اویوخلو جهت زیارت و تشکر از نعمت الهی
9. شروع چیدن علفها به صورت نمادین توسط ریش سفید روستا

بخش قابل توجه و بسیار بی نظیر وجود اوجاق یا همان جایی که آتش درست می‌کنند و آبگوشت را برای پختن آماده می‌نمایند.
اوجاق در مرحله نخست جهت پخت آبگوشت استفاده می‌شود. اما در این مراسم اوجاق نماد خانواده که بزرگی و مکان مشخص طایفه بوده و افراد دور این اوجاق جمع می‌شوند؛ یعنی هر طایفه و شخص همه ساله در یک مکان مشخص حضور دارند و جایگاهشان عوض نمی‌شود و دور آتش همان اوجاق جمع هستند؛ مثلاً اگر فردی از شخص خانواده یا طایفه فوت کند دیگر تا سالگرد مرحوم در مراسم اویوخلو حضور پیدا نمی‌کنند و اوجاق آنها خاموش و بی کس است. پس اوجاق در اصطلاح تورکی نماد خانواده، ایشیق یا روشنایی و موجودیت است مثلاً ضربالمثل داریم برای نفرین کسی به ترکی چنین گفتند：دای سنون اوجاقون گشسین یعنی برای همیشه محو و نابود شوی یا مثال دیگر چنین گفتند در اوجاق فلان طایفه نیکی، بزرگی و آزادی‌خواهی وجود دارد یعنی موجودیت یک اصل است. در نتیجه اوجاق در تورکی باستان یک رکن مقدس خانواده بحساب می‌آید.
کاش ورق‌ها و قلم‌ها وقت کافی داشتند از جزء به جزء مراسم اویوخلو جلدها جلدها کتاب‌های به زبان اصلی تورکی و شناساندن برای عموم به زبان فارسی از خصوصیات و فولکلور شناسی مردم بومی و آذربایجان اطلاعات غنی و کافی برای عموم در اختیار گذاشته می‌شد.